# 141º Reggimento motorizzato speciale "Achmat Kadyrov"
141º Reggimento motorizzato speciale "Achmat Kadyrov" (in russo 141-й специальный моторизованный полк имени А. А. Кадырова?; unità militare 4156) è un'unità speciale inquadrata all'interno delle truppe della Guardia Nazionale della Russia (Rosgvardija), de facto subordinata al capo della Repubblica Cecena Ramzan Kadyrov, di stanza a Groznyj.

## Storia

### 248º Battaglione motorizzato speciale "Sever"
Il 29 maggio 2006, i battaglioni "Sever" e "Jug" sono stati legalizzati per ordine del Ministro degli Affari Interni della Russia. Il numero totale di entrambe le unità militari era di oltre 1200 persone. Il compito principale dei battaglioni era quello di mantenere l'ordine sul territorio della repubblica e combattere le formazioni di banditi armati.
Il primo comandante è stato Alibek Delimkhanov, fratello di Adam Delimkhanov e cugino di Ramzan Kadyrov.

### 141º Reggimento motorizzato speciale
Nel marzo 2012, per decreto presidenziale, il 141º Reggimento ottenne il titolo "A.A. Kadyrov" in onore del presidente ceceno Akhmat Kadyrov, morto in un attentato nel 2004.
Nel 2016, dopo una serie di riforme, la maggior parte delle truppe militari e paramilitari interne russe sono state poste sotto il comando della neonata Guardia Nazionale russa (Rosgvardija), incluso il 141º Reggimento.
Le truppe cecene hanno prestato servizio in Siria al fianco del Gruppo Wagner sia in offensive che in funzione di polizia ad Aleppo.
Il reggimento fu coinvolto nelle battaglie per l'aeroporto Antonov vicino alla città di Hostomel'. Il 26 febbraio 2022 sono apparse informazioni sulla liquidazione del comandante del reggimento Magomed Tušaev ma sono state successivamente smentite.
Nel maggio 2022 il 141º Reggimento, insieme all'unità speciale di polizia OMON "Akhmat-Groznyj", era presente a Popasna, distretto di Sjevjerodonec'k, nell'oblast' di Luhans'k. Sempre a maggio, il vice comandante del 4º Battaglione del reggimento, tenente colonnello Zaur Dimaev, è stato ucciso in combattimento presso Komyšuvacha, nella regione di Zaporižžja.

## Comandanti
- Alibek Delimkhanov (2006 - 2015)
- Rakhman Abdulkadirov (2015 - 2017)
- Tenente colonnello Magomed Tušaev (2017 - 2023)
- Tenente Ibragim Ismailov (2023 - 2024)[10][11][12]
- Colonnello Musa Besaev (febbraio 2024 - in carica)[13][14][15]